# Анджильберто дель Бальцо
Анджильберто дель Бальцо (итал. Angilberto del Balzo, ум. после 1487) — граф Кастро и Удженто, герцог Нардо, основатель линии Кастро и Удженто дома де Бо д’Андрия.
Второй сын Франсуа II де Бо, герцога Андрии, и Санчи де Кьярамонте.
Женился на Марии Конкесте, легитимированной дочери Джованни Антонио дель Бальцо-Орсини, принца Тарентского, которая принесла ему графства Кастро и Удженто. Старший брат подарил ему сеньории Галатино и Карпиньяно. От матери унаследовал сеньорию Нардо, которую король Ферранте I в 1483 возвел в ранг герцогства. Анджильберто просил у короля передать ему Тарентское княжество, которое в своё время купил Джованни Антонио дель Бальцо-Орсини, и у которое король конфисковал в качестве наказания за мятеж. Ферранте отказал и тогда обозленный Анджильберто стал участником заговора баронов, к которому привлек своих сыновей и брата Пирро. Братья и сын Анджильберто Джанпаоло были 4 июля 1487 по приказу короля арестованы, а позднее задушены в тюрьме, а их тела брошены в море.
Анджильберто был обладателем коллекции манускриптов, конфискованных вместе со всем его имуществом и включенных в состав королевской библиотеки. Впоследствии низложенный король Федериго II вывез библиотеку во Францию, где распродал местным коллекционерам. Часть манускриптов ныне хранится в Парижской национальной библиотеке.

## Семья
Жена: Мария Конкеста дель Бальцо-Орсини (ум. после 1487)
Дети:
- Раймондо дель Бальцо, граф Кастро и Удженто.
- Джанпаоло (убит после 1487). Жена: Франческа де Гевара, дочь Иньиго де Гевары, маркиза дель Васто, графа ди Арьяно, и Ковеллы Сансеверино.
- Антонио (ум. в Буде в конце XV века), аббат в Венгрии, сопровождал туда Беатрису Арагонскую.
- Гульельмо (ум. после 1497), граф ди Ноа. Также участник заговора баронов, бежал в Венгрию; вернулся в Неаполь с 1497 с охранной грамотой, чтобы сопровождать свою двоюродную сестру Антонию Гонзага Мантуанскую к королеве Изабелле, её сестре. Женат не был.
- Федерико (ум. в детстве).
- Елена. Муж: Гальсеран де Рекезенс, граф д’Авеллино.
- Екатерина. Муж (1472): Джордано Колонна, граф Марси. В этом браке родился знаменитый кондотьер Просперо Колонна
- Антония (ум. в детстве)
- Маргарита. Муж (1474): Джанфранческо дель Бальцо, граф д’Алессано
- Изабелла (ум. 1498). Муж: Георгий II Бранкович (ок. 1461 — 18.01.1516), титулярный деспот Сербии.